# КК Џуниор Казале
КК Џуниор Казале (итал. A.S. Junior Casale) је италијански кошаркашки клуб из Казале Монферата. Тренутно се такмичи у Другој лиги Италије.

## Историја
Клуб је основан 1956. године и од оснивања углавном игра по нижим ранговима у Италији. Први наступ у Серији А су имали у сезони 1964/65. Следећи пут су заиграли у највишем рангу тек у сезони 2011/12. када су заузели последње место и вратили се у другу лигу.

## Познатији играчи
- Рики Хикман
- Оливер Стевић